# Quần đảo An Thới
Quần đảo An Thới là quần đảo trong vịnh Thái Lan, nằm dưới sự quản lý của phường An Thới, thành phố Phú Quốc, tỉnh Kiên Giang, Việt Nam.
Quần đảo có tọa độ khoảng 9°50′ vĩ bắc, 104°05′ kinh đông. Vùng biển nơi đây nước trong; có nơi biển sâu gần 30 m. Du khách viếng thăm có thể khám phá thiên nhiên, câu cá, lặn biển,...

## Địa lý
Quần đảo An Thới nằm về phía nam đảo Phú Quốc, bao gồm 15 đảo (hay 18 đảo), trong đó ba đảo (hay năm đảo) có người ở là hòn Thơm, hòn Rọi (Roi) và hòn Mây (May) Rút Ngoài. Các đảo được cấu thành từ sa thạch phân lớp dày, xen kẹp những lớp mỏng cuội kết (chủ yếu là thạch anh).
Danh sách đảo thuộc quần đảo An Thới (có thể chưa đầy đủ)
1. Hòn Thơm, đảo chính.
2. Hòn Dăm Trong 10°00′14″B 104°01′51″Đ / 10,003771°B 104,030881°Đ
3. Hòn Dăm Ngoài 9°59′39″B 104°02′20″Đ / 9,994121°B 104,038835°Đ
4. Hòn Dừa 9°59′41″B 104°00′35″Đ / 9,994802°B 104,009659°Đ
5. Hòn Rỏi (h.Roi) 9°58′38″B 104°01′11″Đ / 9,977294°B 104,019835°Đ
6. Hòn Vang 9°55′54″B 104°01′06″Đ / 9,931547°B 104,018438°Đ
7. Hòn Khô 9°55′37″B 103°59′25″Đ / 9,926855°B 103,990409°Đ
8. Hòn Vông 9°55′12″B 103°59′58″Đ / 9,920021°B 103,99936°Đ
9. Hòn Kim Quy 9°55′08″B 103°58′51″Đ / 9,918956°B 103,980919°Đ
10. Hòn Xưởng 9°55′04″B 104°01′24″Đ / 9,91768°B 104,023201°Đ
11. Hòn Gầm Ghì 9°54′41″B 104°00′52″Đ / 9,911343°B 104,014383°Đ
12. Hòn Mây Rút Trong 9°54′43″B 103°59′21″Đ / 9,91206°B 103,989111°Đ
13. Hòn Mây Rút Ngoài 9°54′30″B 103°59′16″Đ / 9,908398°B 103,987766°Đ
14. Hòn Trang 9°54′11″B 103°59′35″Đ / 9,902945°B 103,993121°Đ
15. Hòn Đông (h. Anh Đông) 9°50′54″B 104°05′44″Đ / 9,848467°B 104,095588°Đ
16. Hòn Tây (h. Anh Tây) 9°49′16″B 104°02′39″Đ / 9,820988°B 104,044097°Đ

## Hành chính
Quần đảo An Thới nằm dưới sự quản lý của phường An Thới thuộc thành phố Phú Quốc, tỉnh Kiên Giang, Việt Nam. Cư dân của quần đảo sống chủ yếu bằng nghề biển.